# Hämeenlinna
Hämeenlinna [ˈhæmɛːnlinːɑ] (schwedisch Tavastehus) ist eine Stadt im Süden Finnlands. Sie ist seit dem Mittelalter das historische Zentrum der Region Häme. Außer der eigentlichen Stadt gehört zu Hämeenlinna verwaltungsmäßig ein ausgedehntes Gebiet von über 2000 km². Hämeenlinna hat insgesamt 68.043 Einwohner (Stand 31. Dezember 2022), davon rund 45.000 in der Kernstadt.

## Geographie
Die Kernstadt von Hämeenlinna liegt am Ufer des Vanaja-Sees im Zentrum von Kanta-Häme etwa auf halber Strecke zwischen Helsinki (98 km südlich) und Tampere (75 km nördlich), den beiden größten Ballungszentren des Landes.
Außer der Kernstadt gehört zum administrativen Stadtgebiet seit einer großen Gemeindefusion im Jahr 2009 ein ausgedehntes Gebiet von insgesamt 2.067 km² (etwas weniger als Luxemburg). Dieses Gebiet ist größtenteils ländlich strukturiert mit einzelnen dazwischenliegenden Siedlungszentren (taajama). Die Grenzen des administrativen Stadtgebiets sind recht kurioser Natur: Das Gebiet der ehemaligen Gemeinde Kalvola wird durch die Nachbargemeinde Hattula von Hämeenlinna getrennt und stellt de facto eine Exklave dar. Weil nach dem finnischen Kommunalgesetz aber nur Gemeinden fusionieren können, die über eine gemeinsame Grenze verfügen, musste Hattula ein kleineres Gebiet von 27 km² abtreten, um einen Korridor zwischen Hämeenlinna und Kalvola zu bilden.
Nachbargemeinden von Hämeenlinna sind Padasjoki, Asikkala, Hollola und Kärkölä im Osten, Janakkala und Loppi im Süden, Tammela im Westen, Pälkäne, Urjala, Akaa und Valkeakoski im Norden sowie Hattula, welches fast völlig vom administrativen Stadtgebiet Hämeenlinnas umgeben wird.

## Geschichte

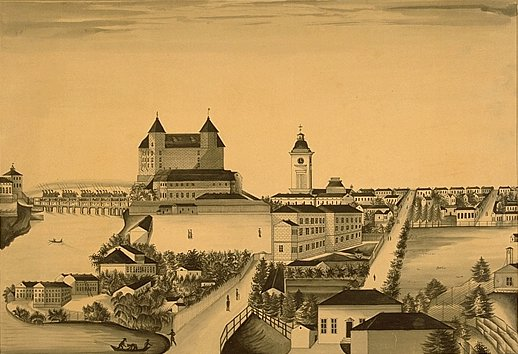
Hämeenlinna um 1850

Die Gegend von Hämeenlinna war schon in der Eisenzeit besiedelt, wie am Schalenstein Uhrikivenkadun kuppikivi ersichtlich ist. Hämeenlinna war der Endpunkt des Ochsenwegs, des historischen Handelswegs von Turku nach Häme. Im 13. Jahrhundert unternahm ein schwedisches Heer unter Birger Jarl einen Kreuzzug nach Häme. Um die schwedische Herrschaft zu festigen, wurde im späten 13. Jahrhundert die Burg Häme (finn. Hämeen linna) errichtet. Die Burg ist eines der wenigen Beispiele mittelalterlicher Backsteinarchitektur in Finnland. 1639 ließ der schwedische Generalgouverneur Per Brahe die Burg vollenden und gründete die Stadt Hämeenlinna nördlich der Burg. 1777 verlegte König Gustav III. die Stadt an ihre heutige Stelle etwas weiter südlich. Nach einem verheerenden Stadtbrand im Jahr 1831 baute man Hämeenlinna im Empirestil wieder auf. Von der historischen Bausubstanz ist allerdings heute kaum noch etwas erhalten. Die erste Eisenbahnstrecke Finnlands führte von Helsinki nach Hämeenlinna und wurde 1862 eröffnet. 1952 wurde in Hämeenlinna der Moderne Fünfkampf der Olympischen Sommerspiele von Helsinki ausgetragen. Das Schwimmen fand dabei im Ahveniston maauimala am Stadtrand von Hämeenlinna statt.
1948 wurde ein Teil des Gebiets der aufgelösten Landgemeinde Hämeenlinna der Stadt Hämeenlinna zugeschlagen, 1967 folgten Teile der Gemeinde Vanaja. Zum Jahresbeginn 2009 wurden die Gemeinden Hauho, Kalvola, Lammi, Renko und Tuulos nach Hämeenlinna eingemeindet. Dadurch vergrößerte sich die Einwohnerzahl Hämeenlinnas um ein Drittel, die Fläche der Stadt verelffachte sich gar.

## Politik

### Stadtrat

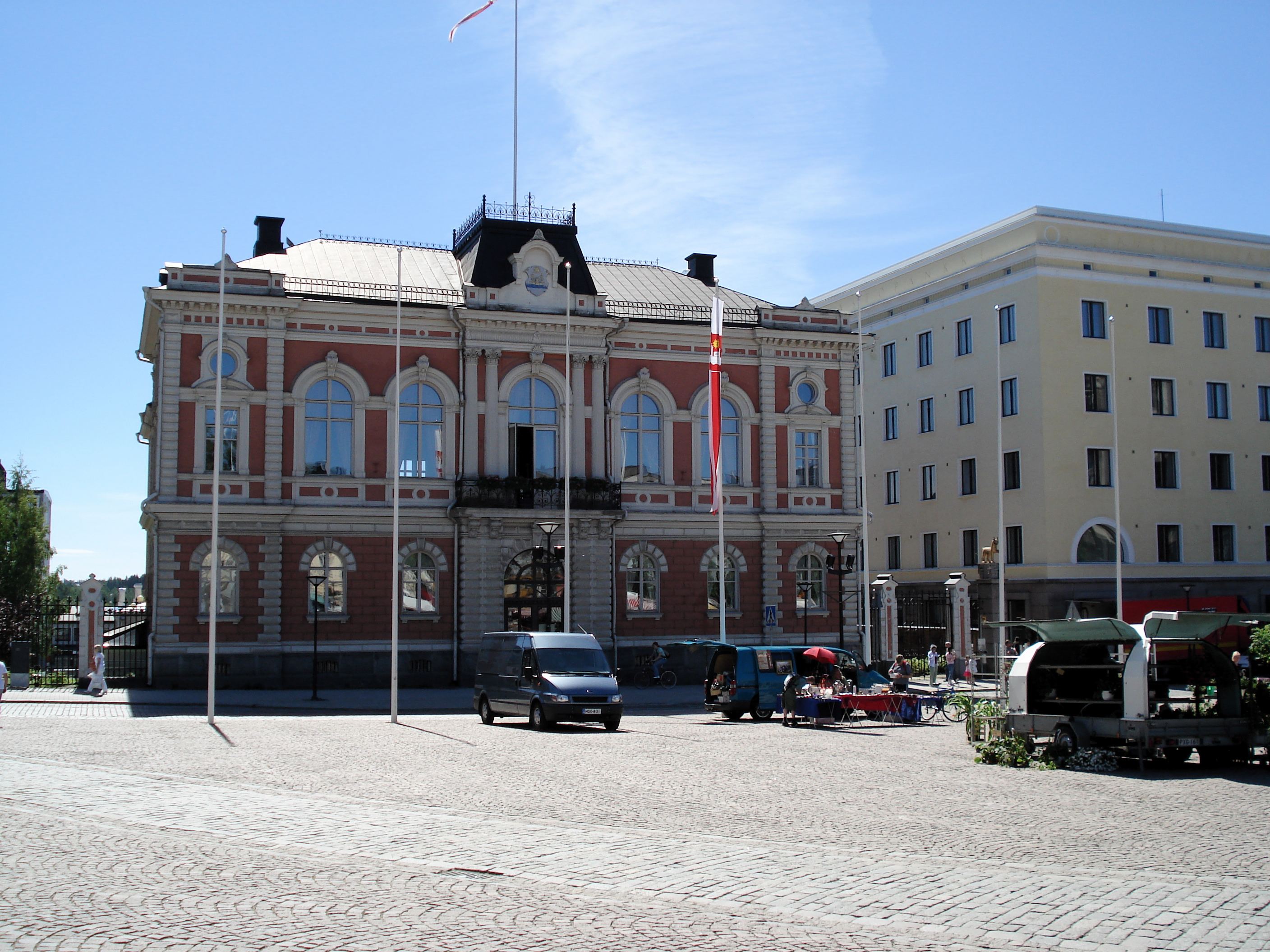
Das Rathaus von Hämeenlinna

Die beiden stärksten Parteien in Hämeenlinna sind die Sozialdemokratische Partei und die konservativ-liberale Sammlungspartei. Beide Parteien stellen seit 2021 jeweils 14 der insgesamt 51 Abgeordneten im Stadtrat. Mit 10 Stadträten folgen die Wahren Finnen, vor dem  Grünen Bund mit 5 Abgeordneten. Ihnen folgt die Zentrumspartei, die vor allem in den ländlichen Gebieten Finnlands starken Rückhalt genießt und in Hämeenlinna vier Stadträte stellt. Das Linksbündnis und die Christdemokraten sind mit jeweils zwei Abgeordneten vertreten.
| Partei                          | Wahlergebnis | +/− %p | Sitze | +/− |
| ------------------------------- | ------------ | ------ | ----- | --- |
| Nationale Sammlungspartei (KOK) | 27,1 %       | − 0,5  | 14    | ± 0 |
| Sozialdemokraten (SDP)          | 25,9 %       | − 0,2  | 14    | ± 0 |
| Wahre Finnen (PS)               | 18,9 %       | + 7,6  | 10    | + 4 |
| Grüner Bund (Vihr.)             | 9,3 %        | − 2,1  | 5     | − 1 |
| Zentrum (Kesk.)                 | 7,6 %        | − 2,4  | 4     | − 1 |
| Linksbündnis (Vas.)             | 5,4 %        | − 1,1  | 2     | − 1 |
| Christdemokraten (KD)           | 4,3 %        | − 2,2  | 2     | − 1 |

- VAS: 2
- SDP: 14
- VIHR: 5
- KESK: 4
- KOK: 14
- KD: 2
- PS: 10

### Wappen

Wappen von Hämeenlinna

Altes Wappen von Hämeenlinna

Das Wappen von Hämeenlinna wurde 1956 vom Heraldiker Gustaf von Numers entworfen. Die Blasonierung lautet: Im roten Feld eine am Unterrand gewellte Mauer, die von einem Rand des Schildes an das andere reicht, darüber zwei Türme mit Spitzdächern und dazwischen ein Gebäude; alles in Silber, die Fenster sind schwarz; darüber eine Sonne mit Gesicht.
Die Burg und die Wellen am Unterrand stehen für die am Ufer des Vanajavesi gebaute Burg Häme. Das von Numers entworfene Wappen ersetzte ein älteres Wappen, das ebenfalls die Burg Häme und den Vanajavesi darstellte, aber eine andere, heraldisch nicht korrekte Farbgebung aufwies. Das Wappenmotiv geht auf ein Stadtsiegel aus dem 17. Jahrhundert zurück.

### Städtepartnerschaften
Hämeenlinna unterhält Städtepartnerschaften mit folgenden Städten:
- Weimar in Deutschland
- Celle in Deutschland
- Bærum in Norwegen
- Qeqertarsuatsiaat in Grönland
- Hafnarfjörður in Island
- Twer in Russland
- Püspökladány in Ungarn
- Toruń in Polen
- Uppsala in Schweden
- Sumy in Ukraine

## Sehenswürdigkeiten

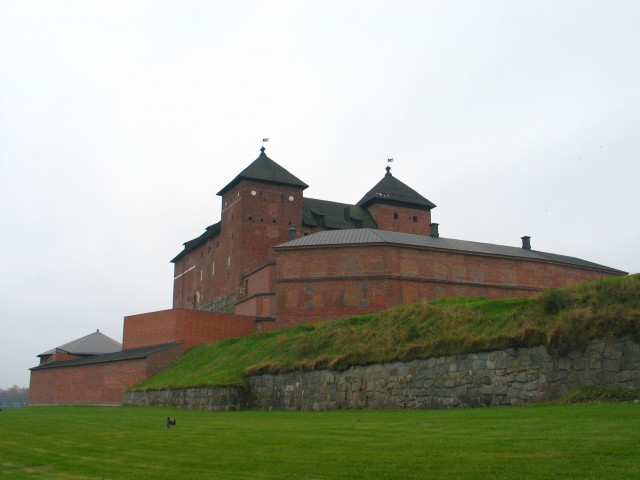
Die Burg Hämeen linna

Die Burg Häme diente bis 1972 als Gefängnis. Nach einer umfangreichen Restaurierung (1953–1988) können Besucher die Burg seit 1979 besichtigen. In ihr ist heute ein Museum untergebracht. Außerdem befinden sich auf dem Burggelände ein Gefängnismuseum sowie das Historische Museum der Stadt Hämeenlinna, die in ehemaligen Gefängnisgebäuden aus dem 19. Jahrhundert untergebracht sind.
Die Stadtkirche von Hämeenlinna an der Ostseite des Marktplatzes entstand 1792–1798 nach dem Vorbild des Pantheons in Rom. König Gustav III. hatte den Bau der Kirche seinem Architekten Louis Jean Desprez nach einer Italienreise in Auftrag gegeben. Laut der Sage habe der König die Einwohner der Region für so heidnisch gehalten, dass der Kirche die Form des Pantheons gegeben wurde, um sie bei Nichtbenutzung möglichst leicht zu einem Theater umbauen zu können. Das ursprüngliche markante Erscheinungsbild ist durch spätere Umbauten stark verändert worden. Nach dem Stadtbrand von 1831 wurde die Kirche mit einem Turm versehen, und Ende des 19. Jahrhunderts wurde sie ausgebaut, wobei sie einen kreuzförmigen Grundriss erhielt.
Etwa 13 km nördlich der Stadt befindet sich die wesentlich ältere Heiligkreuzkirche von Hattula. Sie gehört wie die Kirche von Taivassalo zu den Heiligkreuzkirchen (finnisch Pyhän Ristin kirkko) Finnlands.

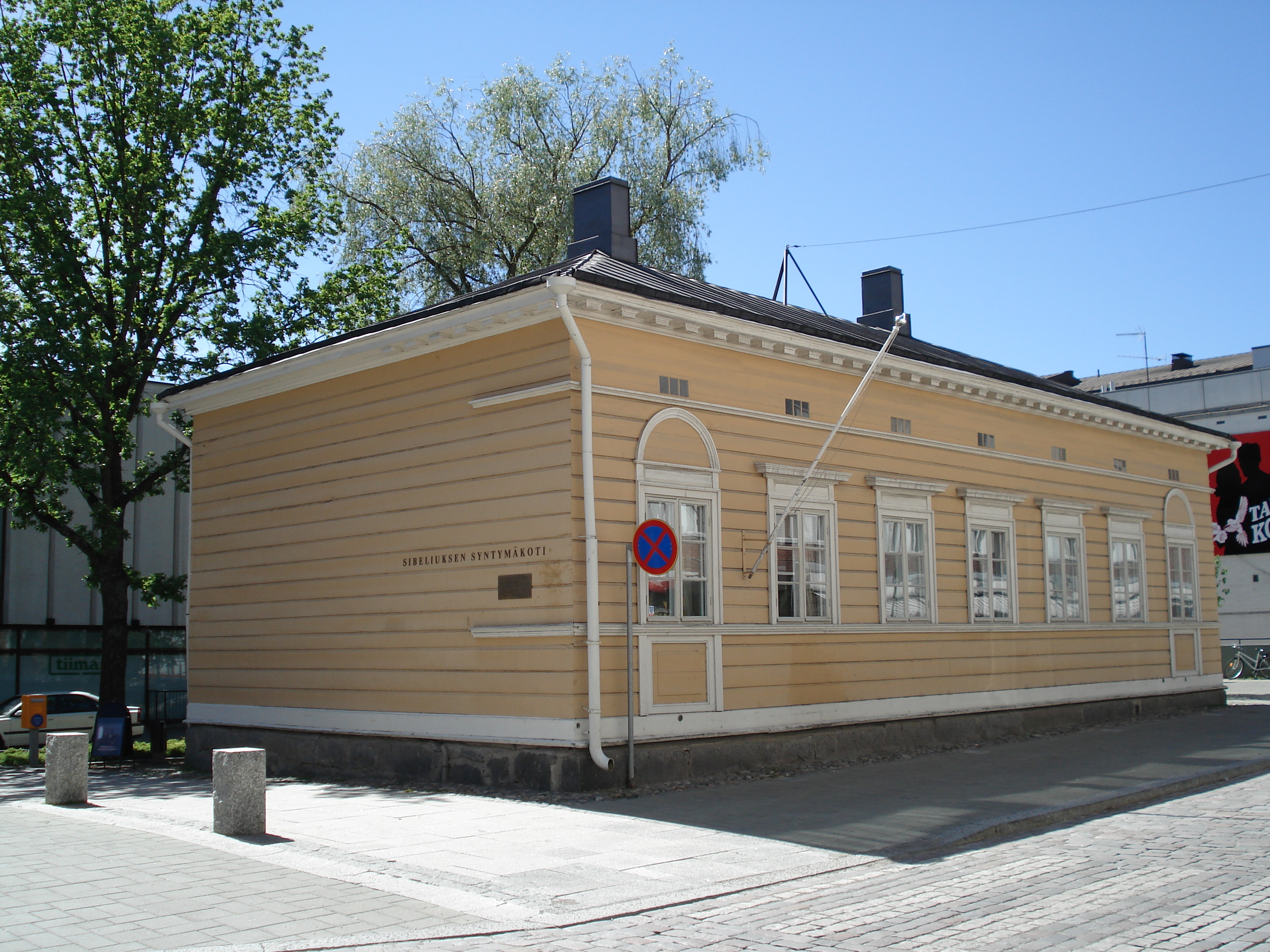
Jean Sibelius’ Geburtshaus

Hämeenlinna ist Geburtsstadt des Komponisten Jean Sibelius und des Dichters Paavo Cajander. In Sibelius’ Geburtshaus ist heute ein Sibelius-Museum untergebracht. An Cajander erinnert eine Statue am Marktplatz. Im Stadtzentrum kann weiterhin das Haus Palander, einer der wenigen erhaltenen Holzbauten des 19. Jahrhunderts, besichtigt werden.
Ebenfalls im Zentrum befindet sich das Historische Museum der Stadt. Am Ostufer des Vanajavesi liegt das Kunstmuseum von Hämeenlinna. Am westlichen Rand der Stadt befindet sich die Motorsport-Rennstrecke Ahveniston Moottorirata, auf der in der Vergangenheit internationale Automobil- und Motorradrennen stattfanden, mit einem Automobilmuseum. Die Kaserne wurde zum Finnischen Artilleriemuseum umgebaut. In unmittelbarer Nähe dazu befindet sich das Nationale Nachrichtenmuseum Finnlands.

## Persönlichkeiten
- Uno Cygnaeus (1810–1888), Kleriker, Pädagoge sowie Chefinspekteur des Landesschulsystems
- Victorine Nordenswan (1838–1872), Historienmalerin
- Paavo Cajander (1846–1913), Dichter und Übersetzer
- Sigurd Savonius (1884–1931), Architekt und Erfinder
- Armas Launis (1884–1959), Komponist, aber auch Volksmusik-Wissenschaftler, Hochschullehrer, Schriftsteller und Journalist
- Jean Sibelius (1865–1957), Komponist
- Jalmari Sauli (1889–1957), Leichtathlet
- Hannes Sirola (1890–1985), Turner
- Tauno Palo (1908–1982), Film- und Theaterschauspieler sowie Sänger
- Erkki Aaltonen (1910–1990), Komponist
- Nyrki Tapiovaara (1911–1940), Filmregisseur
- Matti Tuomi (1925–2013), Eisschnellläufer
- Tauno Suojärvi (1928–2013), Jazzbassist
- Rauni Mollberg (1929–2007), Filmregisseur
- Pauli Toivonen (1929–2005), Rallyefahrer
- Juhani Pallasmaa (* 1936), Architekt
- Jarmo Sermilä (1939–2024), Jazztrompeter und Komponist
- Erkki Kurenniemi (1941–2017), Pionier der elektronischen Musik
- Pentti Saarman (1941–2021), Boxer, geboren in Vanaja
- Vexi Salmi (1942–2020), Lyriker und Songschreiber
- Irwin Goodman (1943–1991), Folkmusiker
- Kari Heiskanen (* 1955), Schauspieler
- Marja Järventausta (* 1956), Finnougristin
- Erkki Korhonen (* 1956), Pianist und Dirigent
- Eija-Liisa Ahtila (* 1959), Filmemacherin und Videokünstlerin
- Jouko Ahola (* 1970), Bodybuilder und Schauspieler
- Tony Virta (* 1972), Eishockeyspieler
- Mika Ahola (1974–2012), Endurosportler
- Juha Itkonen (* 1975), Schriftsteller
- Pekko Pesonen (* 1976), Drehbuchautor
- Riku Hahl (* 1980), Eishockeyspieler
- Antti Miettinen (* 1980), Eishockeyspieler
- Janne Kujala (* 1981), Eishockeystürmer
- Matti Hakala (* 1984), Biathlet
- Juuso Hietanen (* 1985), Eishockeyspieler
- Taru Laihanen (* 1986), Fußballspielerin
- Ville Järveläinen (* 1993), Eishockeyspieler
- Sonja Leinamo (* 2002), Biathletin
- Ilona Mononen (* 2003), Leichtathletin